# 清水亜里沙
清水 亜里沙（しみず ありさ、1986年6月2日 - ）は、フリーアナウンサー、元東海テレビ放送のアナウンサー。長野県松本市出身。血液型A型。ジョイスタッフ所属。

## 経歴
- 2005年3月 - 長野県松本美須々ヶ丘高等学校卒業。
- 2009年1月1日から4月30日まで - ウェザーニューズの『おは天』第11期中部エリア担当[2]。同期の中部エリア担当者に岩田さち（現・安田さち）がおり、彼女とともに「中部姉妹」として活躍していた。東海テレビで1年後輩の武裕美アナは、おは天キャスターとしては1期先輩となる（武は10期、清水が11期）。
- 2010年3月 - 中央大学卒業。
- 2010年4月 - 東海テレビ放送入社。同期のアナウンサーは関根和歌香。
- 2016年5月15日 - 結婚したことを自らのブログで発表[3]。
- 2019年3月26日 - 2019年3月末で東海テレビを退社することを自らのブログで発表[4]。
- 2020年4月1日 - ジョイスタッフ所属のフリーアナウンサーとなる。

## 本人像
- 趣味:食べ歩き
- 特技:踊ること。高校ではマーチングバンドに所属していた。
- 大学時代は居酒屋でアルバイトしていた[5]。

## 現在の担当番組
- 『スイッチ!』
- ニュースOne
- 東海テレニュース

## 過去の担当番組
- 趣味と遊びを極める!まに=DO! （2010年4月 - 2011年3月、ナビゲーター）
- グランパスExpress （2010年4月 - 2010年9月、MC）
- くりびつ! （2010年10月 - 2011年9月、アシスタント）
- pluspo （2011年9月 - 2013年3月）
- ありったけ! （2011年11月 - 2012年9月）
- 今日のアナ。f（2012年10月 - 2013年3月）
- 名美女（2011年1月21日）

## 過去の出演番組
- weathernews・おは天（11期生・中部エリア担当。2009年1月1日 - 同年4月30日）